# Policía Judicial Federal
Policía Judicial Federal fue una corporación auxiliar del Ministerio Federal de México durante el siglo XX, encargada de investigar los crímenes, los delitos y las contravenciones, así como reunir pruebas y consignar a los autores de delitos ante los tribunales judiciales.
La Policía Judicial fue creada por Porfirio Díaz el 27 de noviembre de 1908 para auxiliar al Ministerio Público Federal, que a su vez es parte de la Procuraduría General de la República. Es a partir del 1.º de octubre de 1934 que cambia su nombre a Policía Judicial Federal.
Su marco jurídico estuvo vinculado a las leyes orgánicas del Ministerio Público Federal de 1908, 1919, 1934, 1941 y 1955; a las leyes orgánicas de la Procuraduría General de la República de 1974, 1983 y 1996.
Es a partir de 1984, durante el gobierno del presidente Miguel de la Madrid que las leyes mexicanas emitidas por el congreso y los reglamentos dados por el Presidente de la República separan el concepto de la policía del de la oficina que se encarga de administrarla: Mientras que la Ley Orgánica de 1983 establece la figura de la Policía Judicial Federal, el reglamento que se publica en el Diario Oficial de la Federación el 8 de marzo de 1984 establece la Dirección General de la Policía Judicial.
El reglamento de 1985 crea la Supervisión General de los Servicios Técnicos y Criminalísticos a la cual queda adscrita la Policía Judicial Federal para más tarde, en 1987, sea sustituida por la nueva Dirección General de la Policía Judicial de la Federación que quedó adscrita a la Subprocuraduría de Procedimientos Penales. Situación que sería ratificada por el reglamento emitido en febrero de 1991, ya durante el sexenio de Carlos Salinas de Gortari.
Sin embargo, el reglamento de julio de 1991, la Dirección General quedaría adscrita a la Coordinación General para la Atención de los Delitos contra la Salud, como sería ratificado en el reglamento de marzo de 1993. Meses más tarde, en el reglamento de 1993, pasaría a la Subprocuraduría de Delegaciones y Visitaduría.
Ya durante la presidencia de Ernesto Zedillo, el 10 de mayo de 1996 se publicó una nueva Ley Orgánica de la Procuraduría General de la República, y su nuevo reglamento lo fue el 27 de agosto del mismo año, por medio del cual se creó la Dirección General de Planeación y Operación de la Policía Judicial de la Federación que quedó adscrita a la Subprocuraduría de Coordinación General y Desarrollo.

## Organización[3]
Según la Sección I del Manual de Organización de la Policía Judicial Federal, que entró en vigor el 1 de agosto de 1984, la PJF se organizaba de la siguiente manera: 
3. La Policía Judicial Federal, dependencia técnica administrativa de la Procuraduría General de la República, se organizará con el nivel de Dirección General y se integrará por:
- I. Dirección General;
- II. Subdirección de Operaciones;
- III. Subdirección de Control y Supervisión de Investigaciones;
- IV. Delegación Administrativa;
- V. Primeras Comandancias;
- VI. Segundas Comandancias;
- VII. Jefatura de Grupos;
- VIII. Guardia de Agentes;
- IX. Oficina de Procedimientos para el Distrito Federal y Área Metropolitana.
- X. Oficina de Procedimientos para los Estados de la República.
- XI. Oficina de  Análisis, Control, Evaluación y Estadística;
- XII. Archivo para Asuntos de Personal;
- XIII. Archivo de Control de Órdenes; y
- XIV. Las demás unidades que sea procedente y posible constituir, de acuerdo con las necesidades de la Corporación y las asignaciones presupuestables respectivas.

## Disolución
Los  agentes federales antinarcoticos  encontraron múltiples conexiones entre  los grandes narcotraficantes  del noreste del país, en Nuevo León y Tamaulipas, con el hermano del entonces presidente  Carlos Salinas, de nombre Raúl Salinas,  siendo uno de los más  notorios Juan García Abrego.
Estas  investigaciones continuaron  y se   expandieron   hasta  establecer que había  complicidad con y protección  a los principales narcotraficantes de Sinaloa, Chihuahua y Baja California. Cuando esto trascendio y  empezó a ser inocultable, el presidente Carlos Salinas anunció que ordenaba la disolución de la Policía Judicial Federal por "corrupcion ", con la intención de parar las investigaciones en contra de su hermano y que terminarían por involucrarlo a él también  y a su gobierno finalmente.
Al no lograr que se cumpliera su instrucción por ser necesario modificar un enorme número de leyes y disposiciones legales  estipuladas en el sistema  legal mexicano, siendo también necesario modificar  varios artículos de la Constitución política de los Estados Unidos Mexicanos, este presidente optó por crear la Comisión Nacional de los Derechos Humanos y le encomendó a la persona que seleccionó para ser el primer presidente de dicha comisión, Jorge Carpizo, que se enfocara en desacreditar a la Policía  Judicial Federal, denunciando a los agentes de la misma como "torturadores" y "corruptos". Carpizo se enfocó en cumplir la  misión y todas las "recomendaciones" que emitió la CNDH en ese sexenio fueron contra los agentes de la corporación, cesando y enviando a prisión a muchos de ellos.
Conforme acabó el siglo XX, el descrédito que alcanzó a los policías judiciales, coloquialmente llamados judas, en clara alusión al apóstol Judas Izcariote, fue enorme. Al punto que la Policía Judicial Federal se convirtió, a su vez, en el descrédito de la Procuraduría General de la República. Ante esta situación y el triunfo de Vicente Fox en las urnas, este nombró a Genaro García Luna como director de la PJF, aun cuando esta persona había sido rechazada como aspirante a ingresar en ella debido a que no reunió los requisitos  para ingresar, y los psicólogos de la PGR determinaron que su perfil psicométrico era incompatible  con el requerido para un agente federal.
Ya nombrado éste, se enfocó en desmembrar la agencia, reemplazando el organigrama existente y creando un sinnúmero de nuevos puestos, como direcciones y coordinaciones, lo que  llevó a la pérdida de gran  parte  de su relativa eficacia en el combate al crimen organizado, situación que fue aprovechada por los delincuentes para  expandir sus actividades y áreas de operación de manera acelerada, derivando eso en una escalada de violencia  fuera de control y un creciente flujo de drogas ilegales hacia los  Estados Unidos.
Se reglamentó la desaparición informal de la Policía Judicial Federal el 30 de octubre de 2001 con una reforma profunda al reglamento de la PGR (publicado el 1.º de noviembre) que creó la Agencia Federal de Investigaciones como una oficina que sustituía a la Dirección General de Planeación y Operación, que se integraría por un "cuerpo policial" del Ministerio Público Federal, en vez de llamarlo Policía Judicial Federal.
Posteriormente, en concordancia con lo anterior, el 27 de diciembre de 2002 se publicó una nueva Ley Orgánica de la Procuraduría General de la República que desapareció formalmente a la Policía Judicial Federal al sustituirla por la Policía Federal Investigadora y Peritos que a su vez se integra en la Agencia Federal de Investigaciones.